# ガナノクエ駅
ガナノクエ駅（英語：Gananoque train station）はカナダオンタリオ州ガナノクエ ノース・ステーション・ロードにある駅。カナダ各地を結ぶVIA鉄道が乗り入れている。

## 概要
当駅は無人駅である。

## 利用可能な鉄道路線／列車
VIA鉄道の停車する列車は下記の通り。
トロントとオタワ間の昼行中距離列車コリドー号 …トロント方面 1本/日、オタワ方面 1本/日 停車（平日）